# The 13th Floor
The 13th Floor es el cuarto álbum de estudio de la banda noruega Sirenia, y el primero con la vocalista española Ailyn. 
Fue publicado el 23 de enero de 2009 a través de Nuclear Blast y grabado en los Sound Suite Studios de Francia y en los Stargoth Studios de Noruega, mientras que la mezcla se realizó en los Antfarm Studios de Dinamarca.
Es un álbum melódico y poderoso con el sonido característico de Sirenia, siguiendo una línea bastante similar a la de su predecesor "Nine Destinies and a Downfall". Las canciones en general son cortas, con líricas frescas, teclados ambientales, riff de guitarra distorsionados y estribillos pegadizos.
A pesar de ello, se distingue por retornar a las raíces que dieron origen a la banda. Aparecen más coros sinfónicos, el aporte del violín y los teclados son más significativos. Los vocales guturales de Veland de nuevo son secundarios, dejando el peso de la interpretación a la española.
Este álbum cuenta una vez más con apariciones especiales de Jan Kenneth Barkved (1974-2009†) en una de sus últimas participaciones en un estudio, así como con la violinista Stephanie Valentin y el coro francés de ópera denominado "Sireniano" (en inglés "Sirenian Choir"), el cual ha sido una parte importante de su sonido desde el principio. Sin embargo, de nuevo no se acreditan como integrantes oficiales de la banda por lo que no aparecen en vídeos o fotos promocionales.
El disco alcanzó la posición Nº 87 en los listados alemanes de scurdo a sus ventas. 

## Las canciones
El tema principal y con el que abre el disco es “The Path To Decay“. Fue lanzado con anticipación el 26 de diciembre de 2008, promocionado como un vídeoclip centrado en la figura de su nueva vocalista. Fue rodado en Gotemburgo, Suecia, con el director Patric Ullaeus (Lacuna Coil entre otras bandas). El mismo se inspira en la propia portada del disco.
"Lost in Life" sigue en una onda similar, quizás algo más melódica en su desarrollo; bien podría haber estado en su anterior álbum y fue creada como un posible segundo single promocional, algo que no ocurrió.
“The Mind Maelstrom” es uno de los mejores temas y tiene características épicas. Los continuos cambios de ritmo son adecuadamente insertados. Se caracteriza por resaltar las cualidades vocales en solitario de Ailyn, con algunas notas muy agudas. El coro asume un total protagonismo e interpreta versos en latín mientras Veland hace una corta intervención vocal.
"The Seventh Summer" es un regreso musical al estilo gótico de los dos primeros discos, que enlaza con una parte muy thrash en esta ocasión, seguida de un interludio melódico y dando paso al final con la repetición del estribillo.
"Beyond Life's Scenery" vuelve a unir ambas etapas en una de las mejores canciones del álbum. Las voces guturales de Veland se combinan en tonos graves con otros más agudos (más propias del black metal) en un arreglo de estudio. Parecen incluso dos vocalistas distintos, pese a que es el propio Morten quien interpreta ambas. 
"The Lucid Door",  posee una exótica melodía de guitarra a base de un slide que conduce el ritmo en unos segmentos de la pieza, aspecto que no se repite en ningún otro tema. Quizás se haga algo extraña por su tratamiento armónico en el género gótico, pero según se escucha más se le va asimilando.
"Led Astray" tiene un desarrollo algo monótono, pero termina despuntando en la mejor melodía de estribillo del álbum.
"Winterborn 77" es el tema más largo y complejo, sobresale por los preciosos pasajes instrumantales, con la mejor orquestación de la obra. 
Finalmente, cierra con "Sirens Of The Seven Seas" una de las piezas más extensas y elaboradas del álbum, probablemente la mejor. En ella aparecen las voces alternadas de Kenneth Barkved junto a Ailyn. La misma pieza tiene de nuevo intercalada una breve vocalización gutural de Veland. Este aspecto nunca se había utilizado en trabajos anteriores. El estribillo, de nuevo es dominado por el "Sirenian Choir" con sus versos en latín y contine un  preludio de violín antes del final, ambiental y mágico.

## Lanzamientos
The 13th Floor fue lanzado en tres formatos: CD, CD-Digi y Boxset. En su versión original es un disco relativamente breve de 42:34 minutos y 9 canciones. 
Ediciones posteriores en formato de CD-Digi y Boxset. tienen una versión más corta y distinta para radio del éxito "The Path To Decay (Radio Mix)" y dos canciones en forma instrumental: "The Mind Maelstrom" y  "Winterborn 77". El Boxset, sin embargo, fue restringido a sólo 500 copias alrededor del mundo, para hacerlo un objeto de colección.

## Lista de canciones
Todas las canciones compuestas por Morten Veland:

| N.º | Título                     | Duración |  |
| 1.  | «The Path to Decay»        | 04:19    |  |
| 2.  | «Lost in Life»             | 03:14    |  |
| 3.  | «The Mind Maelstrom»       | 04:50    |  |
| 4.  | «The Seventh Summer»       | 05:24    |  |
| 5.  | «Beyond Life's Scenery»    | 04:35    |  |
| 6.  | «The Lucid Door»           | 04:51    |  |
| 7.  | «Led Astray»               | 04:37    |  |
| 8.  | «Winterborn 77»            | 05:36    |  |
| 9.  | «Sirens of the Seven Seas» | 05:12    |  |

### Bonus tracks en edición limitada
| Limited edition bonus tracks |                                             |          |  |
| N.º                          | Título                                      | Duración |  |
| 10.                          | «The Path to Decay» (radio edit)            | 03:33    |  |
| 11.                          | «The Mind Maelstrom» (instrumental version) | 04:49    |  |
| 12.                          | «Winterborn 77» (instrumental version)      | 05:33    |  |

## Créditos
- Morten Veland – Voz gutural, voz limpia en "The Seventh Summer", guitarra, bajo, teclado, programaciones, Batería.
- Ailyn – Voz

### Músicos de sesión
- Jan Kenneth Barkved – Voz Limpia en "Sirens Of The Seven Seas"
- Stephanie Valentin – Violín
- The Sirenian Choir: Damien Surian, Mathieu Landry, Emmanuelle Zoldan, Sandrine Gouttebel, Emilie Lesbros – Coro.

## Posiciones en listas
| Listado (2009)      | Máxima posición |
| ------------------- | --------------- |
| Swiss Albums Chart  | 67              |
| German Albums Chart | 87              |
| French Albums Chart | 127             |